# Bandeira de Betsy Ross

A Bandeira de Betsy Ross

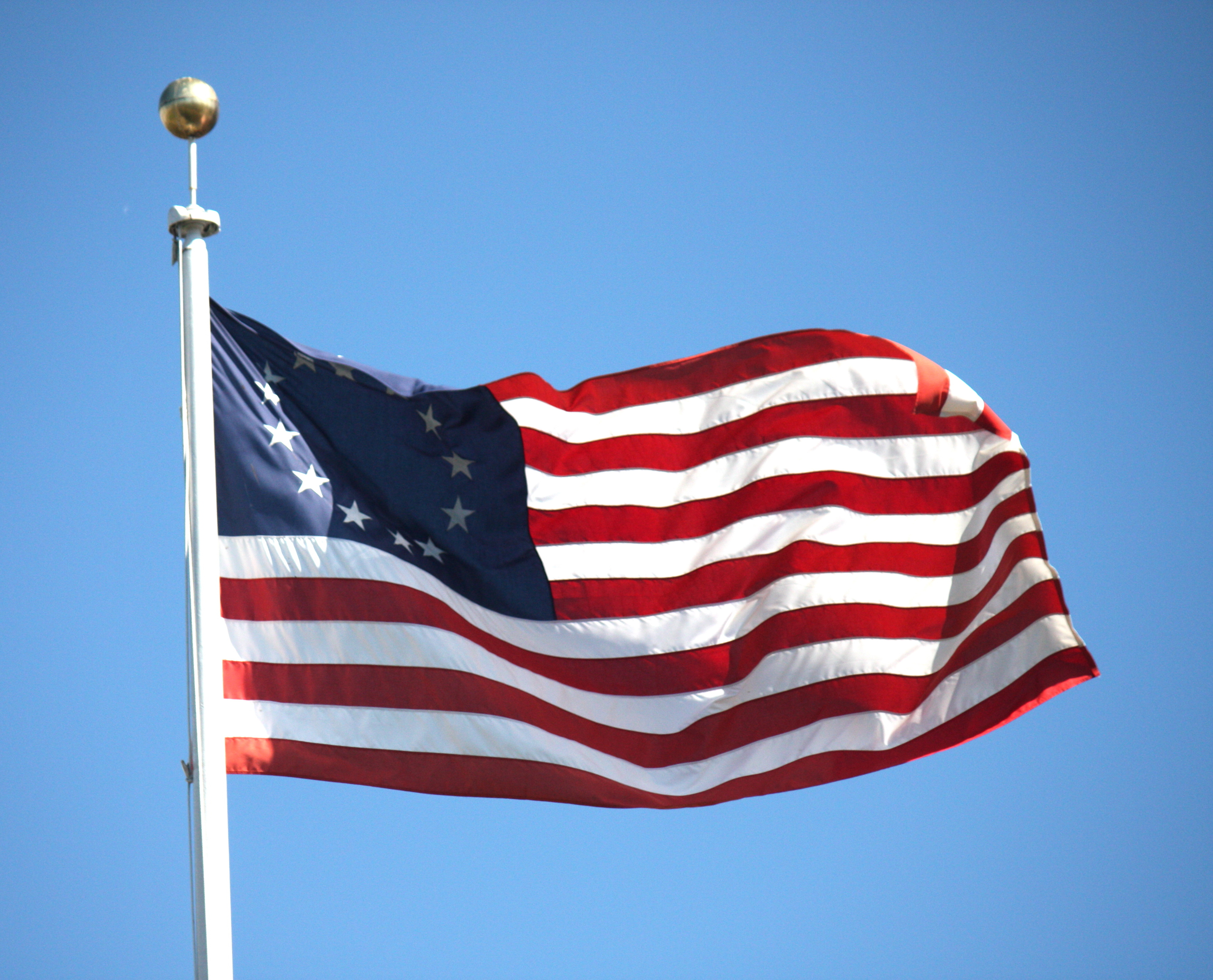
A Bandeira de "Betsy Ross" na Prefeitura de São Francisco, em San Francisco, California.

A bandeira de Betsy Ross é um design antigo da bandeira dos Estados Unidos, nomeado para a estofadora e fabricante de bandeiras Betsy Ross. O padrão, que estava em uso desde 1777, usa os temas comuns de alternar a área listrada de vermelho e branco com estrelas em um cantão azul. Sua característica distintiva é treze estrelas de 5 pontas dispostas em círculo para representar a unidade das Treze Colônias. Como uma bandeira histórica dos EUA, tem sido um símbolo popular do patriotismo americano.

## História de Betsy Ross

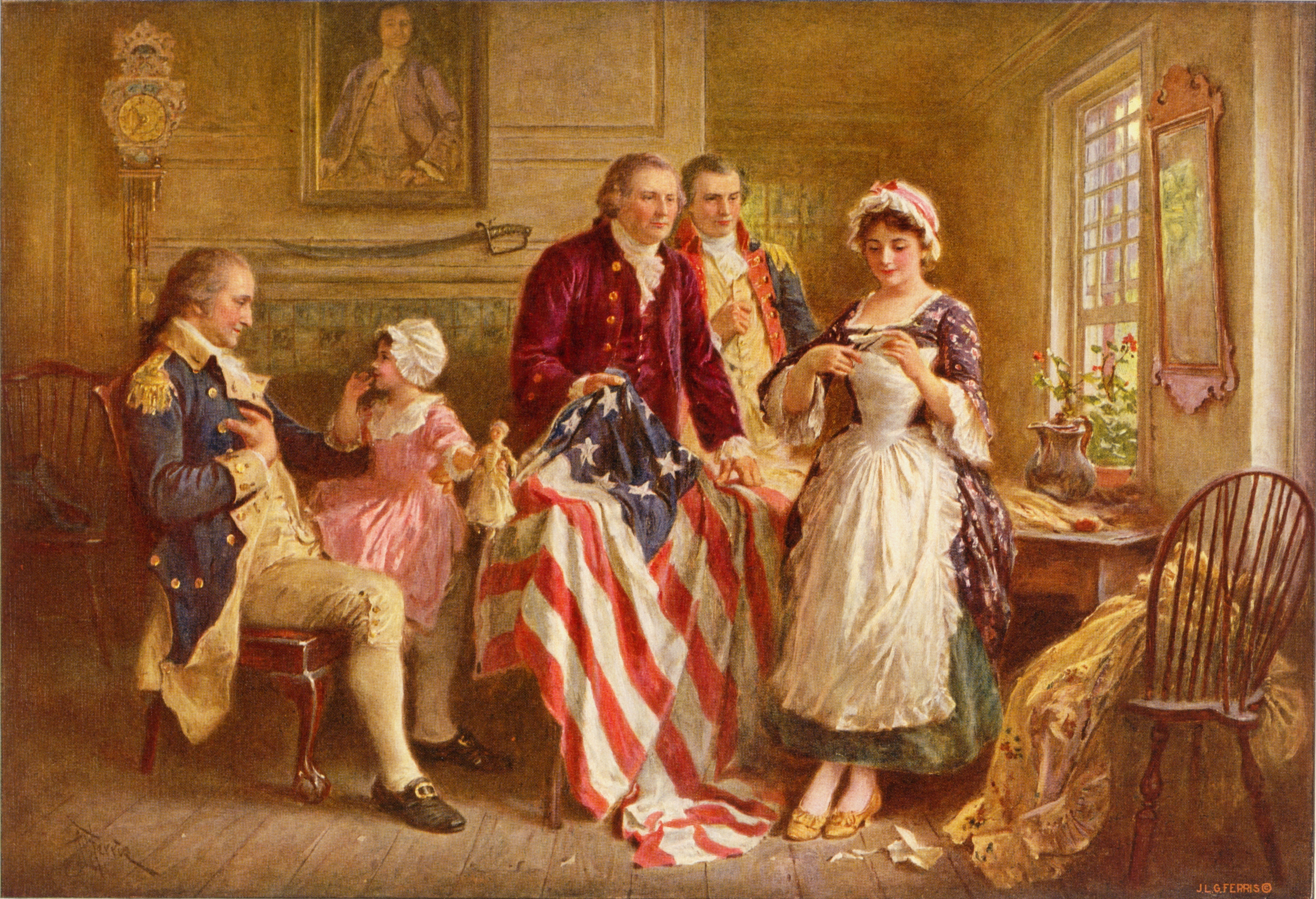
Betsy Ross 1777, uma representação de 1920 do artista Jean Leon Gerome Ferris, de Ross mostrando ao general George Washington (sentado à esquerda), Robert Morris e George Ross como ela cortou as estrelas de cinco pontas revisadas para a bandeira.

Esse padrão agora é comumente chamado de "bandeira de Betsy Ross", embora a alegação de seus descendentes de que Betsy Ross tenha contribuído para esse projeto geralmente não seja aceita pelos estudiosos e vexilologistas americanos modernos.
Betsy Ross, estofadora na Filadélfia que produzia uniformes, tendas e bandeiras para as forças continentais, tornou-se uma figura notável representando a contribuição das mulheres na Revolução Americana. O Museu Nacional de História Americana observa que a história entrou na consciência americana pela época das celebrações da Exposição do Centenário de 1876. Em 1870, o neto de Ross, William J. Canby, apresentou um documento à Sociedade Histórica da Pensilvânia, no qual ele afirmava que sua avó "fez com as mãos a primeira bandeira" dos Estados Unidos. Canby disse que obteve essas informações pela primeira vez com sua tia Clarissa Sydney Wilson (née Claypoole) em 1857, vinte anos após a morte de Betsy Ross. Em sua conta, a bandeira original foi feita em junho de 1776, quando um pequeno comitê - incluindo George Washington, Robert Morris e o parente George Ross - visitou Betsy e discutiu a necessidade de uma nova bandeira americana. Betsy aceitou o trabalho de fabricar a bandeira, alterando o design do comitê, substituindo as estrelas de seis pontas por cinco. Canby data o episódio histórico baseado na viagem de Washington à Filadélfia, no final da primavera de 1776, um ano antes da aprovação do Congresso pela Lei da Bandeira.
A biógrafa de Ross Marla Miller observa que, mesmo que alguém aceite a apresentação de Canby, Betsy Ross foi apenas uma das várias criadoras de bandeiras da Filadélfia, e sua única contribuição ao design foi mudar as estrelas de 6 pontas para as estrelas de 5 pontas mais fáceis.

## A questão Ross
O relato de Canby tem sido a fonte de algum debate. É geralmente considerado como não sendo provado nem refutado, e qualquer evidência que possa ter existido foi perdida. A principal razão pela qual historiadores e especialistas em bandeiras não acreditam que Betsy Ross tenha projetado ou costurado a primeira bandeira americana é a falta de evidências e documentação históricas para apoiar sua história. Vale ressaltar que, embora o conhecimento moderno possa exagerar os detalhes de sua história, o relato de Canby sobre Betsy Ross nunca reivindicou nenhuma contribuição para o design da bandeira, exceto a estrela de cinco pontas, que era simplesmente mais fácil para ela fazer.
Argumentos comuns contra a história de Canby incluem:
- Nenhum registro mostra que o Congresso Continental tinha um comitê para desenhar a bandeira nacional na primavera de 1776.
- Embora George Washington tivesse sido membro do Congresso Continental, ele assumiu o cargo de comandante em chefe do Exército Continental em 1775, por isso seria improvável que ele chefiasse um comitê do congresso em 1776.
- Nas cartas e diários que surgiram, nem George Washington, coronel Ross, Robert Morris nem qualquer outro membro do Congresso mencionaram nada sobre uma bandeira nacional em 1776. Francis Hopkinson, tesoureiro de empréstimos e consultor do segundo comitê do congresso, tem um projeto naval de 1780, que era claramente um derivado de projetos anteriores.
- A Resolução da Bandeira de junho de 1777 foi a primeira reunião, discussão ou debate documentado do Congresso sobre uma bandeira nacional.
- Embora Ross, uma estofadora, tenha sido pago para costurar bandeiras, isso não era incomum. Havia uma necessidade súbita e urgente deles, e outros estofadores da Filadélfia também foram pagos para costurar bandeiras em 1777 e nos anos seguintes.

Os defensores da história de Canby citam os seguintes fatos para defender sua história:
- Robert Morris era sócio de John Ross, primo de Betsy por casamento. Ele também havia servido com George Ross no Comitê da Marinha.[9] Morris estava no Comitê da Marinha no momento em que a votação da bandeira foi realizada como parte dos negócios da Comissão da Marinha.[10]
- George Washington tem pelo menos uma transação documentada com John e Betsy Ross, quando ele comprou tapeçarias deles em 1774.[11]
- George Washington era conhecido do tio de John Ross, George Read, e eles serviram juntos em um comitê em 1776.
- George Washington estava na Filadélfia na primavera de 1776, onde atuou em um comitê com o tio de John Ross, George Read, e o Congresso aprovou US $ 50.000 para a aquisição de tendas e "diversos artigos" para o Exército Continental.
- Em 29 de maio de 1777, Betsy Ross recebeu uma grande quantia em dinheiro do Conselho da Marinha do Estado da Pensilvânia por fazer bandeiras.[12]
- Rachel Fletcher, filha de Betsy Ross, deu um depoimento à história de Betsy Ross.[13]
- Uma pintura datada de 1851 por Ellie Wheeler, supostamente filha de Thomas Sully, mostra Betsy Ross costurando a bandeira. Se a pintura é autêntica e a data correta, a história era conhecida quase 20 anos antes da apresentação de Canby à Sociedade Histórica da Pensilvânia.[14]

## A primeira bandeira

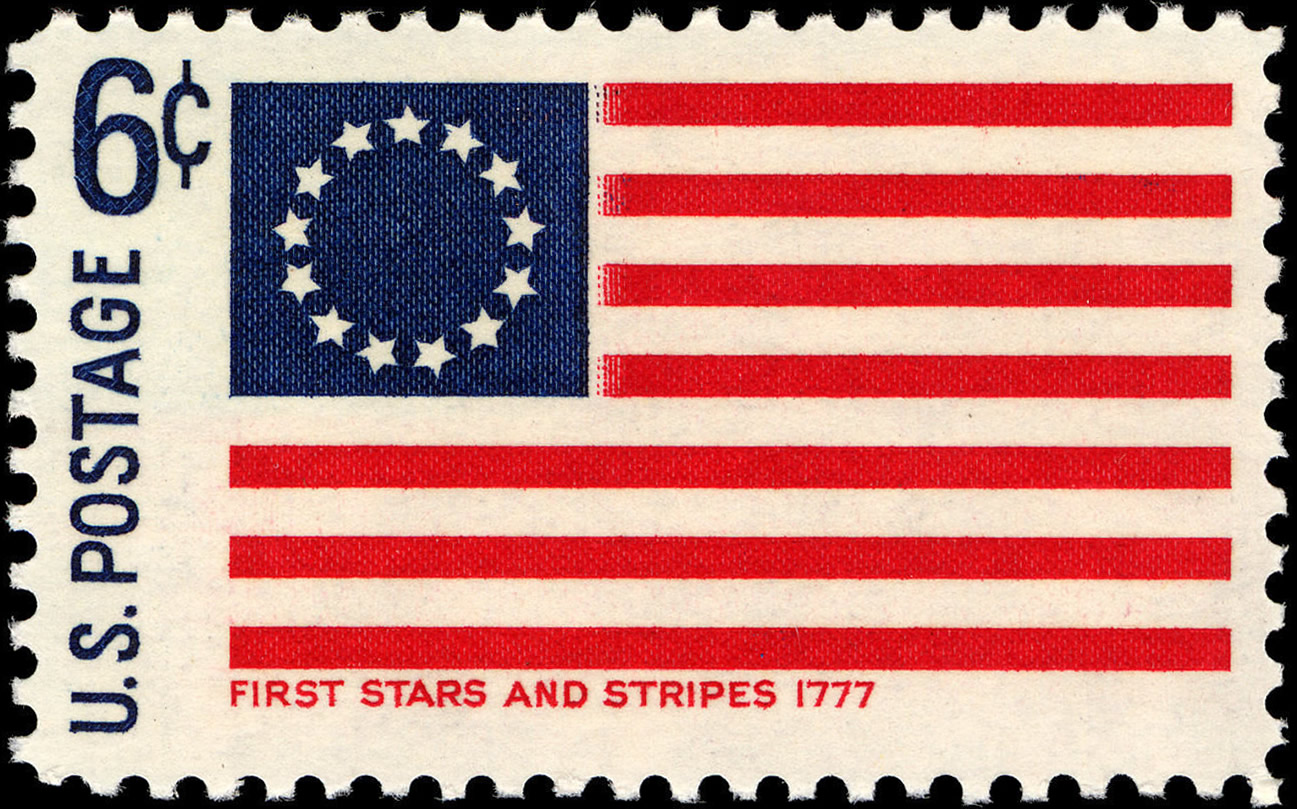
Um selo de 6 ¢ com o design de Betsy Ross foi lançado em 1968 como parte da série "Bandeira Histórica".

O relato de Canby e versões semelhantes do conto de Betsy Ross costumam se referir a esse design como a "primeira bandeira americana", mas não há consenso sobre como era a primeira bandeira dos EUA nem quem a produziu. Havia pelo menos 17 fabricantes de bandeiras e estofadores que trabalharam na Filadélfia durante o período em que essas bandeiras americanas foram feitas. Acredita-se que Margaret Manny tenha feito as primeiras cores continentais (ou Grand Union Flag). Outros fabricantes de bandeiras desse período incluem Rebecca Young, Anne King, Cornelia Bridges e o pintor de bandeiras William Barrett. Hugh Stewart vendeu uma "bandeira das Colônias Unidas" ao Comitê de Segurança, e William Alliborne foi um dos primeiros a fabricar bandeiras dos Estados Unidos. Qualquer fabricante de bandeira na Filadélfia poderia ter costurado a primeira bandeira americana. Mesmo de acordo com Canby, havia outras variações da bandeira sendo feitas ao mesmo tempo em que Ross estava costurando o desenho que levaria o nome dela. Se verdadeiro, pode não haver uma "primeira" bandeira, mas muitas.
O Segundo Congresso Continental aprovou a Resolução da Bandeira em 14 de junho de 1777, estabelecendo a primeira descrição do congresso das bandeiras oficiais dos Estados Unidos. A forma e o arranjo das estrelas não são mencionados - houve variações - mas a descrição legal legitimava a bandeira de Ross e desenhos semelhantes.
Resolveu-se que a bandeira dos treze Estados Unidos sejam treze listras, alternadas em vermelho e branco; que a união seja treze estrelas, branca em um campo azul, representando uma nova constelação.
Já em 1779, o Conselho de Guerra do Congresso Continental ainda não havia decidido como deveria ser o Padrão dos Estados Unidos. O comitê enviou uma carta ao general Washington pedindo sua opinião e submetendo um projeto que incluía a serpente, bem como um número correspondente ao estado que arvora a bandeira.
Francis Hopkinson recebe frequentemente um número de arranjos de 13 estrelas, incluindo o design de Betsy Ross. Em uma carta de 1780 ao Conselho do Almirantado Continental que lida com o Grande Selo, Hopkinson mencionou desenhos patrióticos que ele criou nos últimos anos, incluindo "a Bandeira dos Estados Unidos da América". Ele pediu uma indenização por seus projetos, mas sua reivindicação foi rejeitada com base em que outros também contribuíram para o projeto. O biógrafo de Ross Marla Miller afirma que a questão do envolvimento de Betsy Ross na bandeira não deve ser de design, mas de produção e empreendedorismo. Mesmo assim, os pesquisadores aceitam que a bandeira dos Estados Unidos tenha evoluído e não tenha um designer. "A bandeira, como a Revolução que representa, foi obra de muitas mãos."